# Slavko Šantić
Slavko Šantić (ur. 21 grudnia 1937 w Sarajewie) – bośniacki dziennikarz, literat i tłumacz, członek Pen Clubu Bośni i Hercegowiny.

## Życiorys
Ukończył studia w zakresie literatury jugosłowiańskiej i języka serbsko-chorwackiego na Uniwersytecie w Sarajewie (1960).
W 1965 odbył pierwszą wizytę w Polsce – jako dziennikarz znalazł się w składzie delegacji Uniwersytetu w Sarajewie. Zafascynowany krajem, sam nauczył się języka polskiego. W 1968 przyjechał na rok do Polski jako stypendysta Polskiego Radia i Telewizji. Podczas tych i szeregu kolejnych wizyt napisał wiele reportaży i artykułów przybliżających Polskę czytelnikom z Jugosławii, a po jej rozpadzie – z Bośni i Hercegowiny. Przez kilkadziesiąt lat promował także polską kulturę jako redaktor Radia Sarajewo i Telewizji Sarajewo (do 1980), kierownik artystyczny Teatru Kameralnego 55 w Sarajewie (1980–1985). Od 1985 redaktor kulturalny oraz publicysta gazety „Oslobođenje”, w tym członek redakcji w czasie oblężenia miasta. Redaktor naczelny i odpowiedzialny czasopisma „Nedjelja”. Pisał na temat sztuki i literatury, a także recenzje teatralne. W 2002 przeszedł na emeryturę. Współzałożyciel i wieloletni sekretarz generalny Towarzystwa Niezależnych Intelektualistów Krug 99. Twórczość Šanticia tłumaczona była na włoski, polski, rosyjski, niemiecki, bułgarski, albański, francuski, słoweński, czeski, angielski oraz turecki.
Pierwsze jego tłumaczenie z języka polskiego na język bośniacki, wybór poezji Juliana Przybosia, ukazało się w 1965. Wśród przetłumaczonych przez niego dzieł literatury polskiej znalazły się m.in.: wiersze Wisławy Szymborskiej (1997) i Tadeusza Różewicza (2002), reportaże Wojciecha Tochmana (2004), czy sztuka teatralna Romana Gorzelskiego (1975). Zaangażowany był także w promowanie twórczości Zbigniewa Herberta.
Był osobistym tłumaczem Tadeusza Mazowieckiego podczas jego misji jako specjalnego wysłannika ONZ w Bośni i Hercegowinie w czasie wojny 1992–1995, utrzymując z nim serdeczne relacje także w późniejszym okresie. W 2002, z inicjatywy Šanticia, przyznano Mazowieckiemu tytuł honorowego obywatela Sarajewa.

## Ordery, odznaczenia, nagrody
- Nagrada Društva pisaca Bosne i Hercegovine(inne języki) (1965)[1]
- Šestoaprilska nagrada Grada Sarajeva(inne języki) (1970)[7]
- Nagrada Izdavačkog preduzeća „Svjetlost” (1970)[2]
- Odznaka honorowa „Zasłużony dla Kultury Polskiej” (1970)[1]
- Fund for Free Expression Award, U.S.A. (1993)[1]
- Krzyż Kawalerski Orderu Zasługi Rzeczypospolitej Polskiej „za wybitne zasługi w rozwijaniu współpracy między Rzecząpospolitą Polską a Bośnią i Hercegowiną, za popularyzowanie polskiej kultury” (2021)[8]

## Publikacje
Poezja
- Ispod granja i zvijezda, Sarajevo: Džepna knjiga, 1958.
- Vrlo duge svetlosti, Sarajevo: Svjetlost, 1961.
- Budući oblik, Kruševac: Bagdala, 1965.
- Pejzaž za pravu reč, Sarajevo: Svjetlost, 1965.
- Ljudska biljka, Sarajevo: Svjetlost, 1969.
- Unutrašnje more, Sarajevo: Veselin Masleša, 1974.
- Južna tapiserija, Mostar: Prva književna komuna, 1975.
- Izabrane pjesme, Sarajevo: Veselin Masleša, 1976.
- Južna tapiserija II, Sarajevo: Svjetlost, 1980.

Proza
- Tragedija razuma : (moj rat za Bosnu), Međunarodni centar za mir, Sarajevo 1995.

Tłumaczenia
- Julian Przyboś, Naslov večeri, Sarajevo: Veselin Masleša, 1965, OCLC 891175767.
- Wisława Szymborska, Život na licu mjesta, wybór i przekład z Mariną Trumić, Sarajevo: Lica, 1997, OCLC 830246750.
- Tadeusz Różewicz, Moja poezija, wybór i przekład z Mariną Trumić, Sarajevo: Krug 99, 2002, ISBN 9958976633.
- Wojciech Tochman, Kao da jedeš kamen, Sarajevo: Magistrat, 2004, ISBN 9958635372.